# Van (Texas)
Van es una ciudad situada en el condado de Van Zandt, Texas, Estados Unidos. Tiene una población estimada, a mediados de 2024, de 2944 habitantes.

## Geografía
La localidad está ubicada en las coordenadas 32°31′26″N 95°38′15″O / 32.52389, -95.63750. Según la Oficina del Censo, tiene una superficie de 7.75 km² de tierra y 0.003 km²  de agua.

## Demografía
Según el censo de 2020, en ese momento había 2664 personas residiendo en la localidad. La densidad de población era de 340 hab./km².
| Raza                   | Núm. | Porc.   |
| ---------------------- | ---- | ------- |
| Blancos                | 2214 | 83.11%  |
| Afroamericanos         | 55   | 2.06%   |
| Amerindios             | 11   | 0.41%   |
| Asiáticos              | 21   | 0.79%   |
| De otras razas         | 151  | 5.67%   |
| De una mezcla de razas | 212  | 7.96%   |
| Total                  | 2664 | 100.00% |

Del total de la población, el 14.08% eran hispanos o latinos de cualquier raza.